# Михос, Артемиос
Арте́миос Ми́хос (греч.  Αρτέμιος Μίχος; 1803, Янина — 1883, Афины) — греческий революционер, офицер, мемуарист и министр.

## Биография
Артемиос Михос родился в 1803 году в городе Янина, Эпир, который в то время принадлежал Османской империи. В 18-летнем возрасте принял участие в военных действиях Греческой революции в 1821 году. В июне 1821 года он принял участие в неудачной для повстанцев битве при Плака, которая была одним из сражений по оказанию помощи осаждённым в горах сулиотам.
Участвовал в защите Месолонгиона, третья осада которого началась в апреле 1825 года. Артемиос Михос был в отряде Георгакиса Кицоса, который прорвался 15 мая в осаждённый город для усиления его гарнизона:Г-160.
Артемиос Михос написал «Мемуары осады Месолонгиона», которые были напечатаны в 1883 году и переизданы в 1956 году. Греческий историк Димитрис Фотиадис в своей четырёхтомной «Истории Революции 1821 года» писал, что при освещении событий «Третьей осады» он основывался на мемуарах Николаоса Касомулиса, Спиридона Спиромилиоса, Михоса и газеты «Эллиника хроника», которая издавалась в осаждённом городе:Г-148. При этом Димитрис Фотиадис отмечает особенную ценность «Мемуаров» Михоса: «В действительности это дневник. Он помогает удостовериться в точности описаний Касомулиса и Спиромилиоса, которые были написаны позже. Он также дополняет недосказанную информацию газеты „Эллиника Хроника“ с первого дня осады и до прорыва в апреле 1826 года» (Газета замалчивала события и обстановку в осаждённом городе, поскольку османское командование регулярно читало газету, получая её разными путями, часто через австрийских дипломатов. К тому же, газета перестала издаваться 20 февраля 1826 года):Г-149.
Измождённые голодом защитники и жители города не сдавались и были вынуждены совершить прорыв. Из 3 тысяч бойцов участников прорыва живыми вышли 1280 человек. Из 7 тысяч гражданского населения, живыми из прорыва вышли только 300 мужчин и только 13 женщин:Г-218. Артемиос Михос был в числе выживших.
В 1827 году Артемиос Михос принял участие в сражении при Фалероне. Позднее он принял участие в сражении за Фивы, где был ранен и в осаде города Навпакта. Артемиос Михос также принял участие в последнем сражении войны при Петре, где вновь был ранен.
После прибытия в Грецию Иоанна Каподистрии Артемиос Михос стал его сторонником. В 1830 году Артемиос Михос был зачислен в регулярную армию в звании капитана. В январе 1831 года, когда маниаты взбунтовались против правления Иоанна Каподистрии, Артемиос Михос был послан им в Мани в качестве посредника:Δ-212.

## Революция Нафплиона
Артемиос Михос принял участие в революционных движениях против короля Оттона. В звании капитана Артемиос Михос принял участие в революции 1843 года. Он был отмечен в списке 50 офицеров, составленного генштабом в 1845 году:111. В январе 1862 года, в звании подполковника и служа в Нафплионе, Артемиос Михос возглавил «Революционный комитет»:146.
31 января он был избран руководителем восстания и вместе с майором Д. Боцарисом, лейтенантами Димитрисом Гривасом и Праидисом освободил из тюрьмы полковника Коронеоса.
После образования «Временного правительственного комитета» Артемиос Михос стал его членом:147.
Нафплион был осаждён королевскими войсками. Артемиос Михос, в отличие от непримиримого Гриваса, колебался и был готов к сдаче восстания:498. 19 офицеров, включая Артемиоса Михоса, не были включены в амнистию и бежали вместе со сторонниками на французском корабле «Pelican» и британском «Castor»:499.

## После изгнания короля Оттона
В Национальном собрании 1863 года Артемиос Михос примыкал к «горным», представлявшим мелкую буржуазию и молодёжь:170. Однако в военных столкновениях мая 1863 года в Афинах Артемиос Михос был на стороне «равнинных» (консервативных слоёв):173.
Артемиос Михос был дважды министром греческих правительств, но на рекордно короткие периоды. Временное правительство Греции (11 октября 1862 — 8 февраля 1863) приняло правление страной после изгнания Оттона и отстранения правительства Иоанниса Колокотрониса. 7 февраля 1863 года правительство потеряло поддержку ряда министров. Министры были заменены 8 февраля. Артемиос Михос получил пост военного министра, но оставался на этом посту один день. 9 сентября «Второй национальный конгресс» взял на себя исполнительную власть до принятия решения о новом правительстве.
Через 3 года Артемиос Михос вновь принял пост военного министра в правительстве Димитриоса Вулгариса (9 июня 1866 года — 18 декабря 1866).
1 июля он подал в отставку, не прослужив на посту министра и месяца:193. Несколько лет Артемиос Михос был командующим жандармерии.
Артемиос Михос умер в Афинах в 1883 году. В том же году и немного спустя после смерти Артемиоса Михоса были изданы его «Мемуары осады Месолонгиона».